# Rashed Al Hooti
Rashed Al Hooti (24 de dezembro de 1989) é um futebolista profissional bareinita que atua como defensor.

## Carreira
Rashed Al Hooti representou a Seleção Bareinita de Futebol na Copa da Ásia de 2015.